# Glimepiridă
Glimepirida (cu denumirea comercială Amaryl) este un medicament antidiabetic din clasa derivaților de sulfoniluree de generația a 2-a, fiind utilizat în tratamentul diabetului zaharat de tipul 2. Calea de administrare disponibilă este cea orală.
Molecula a fost patentată în 1979 și a fost aprobată pentru uz medical în anul 1995. Este disponibilă sub formă de medicament generic.

## Utilizări medicale

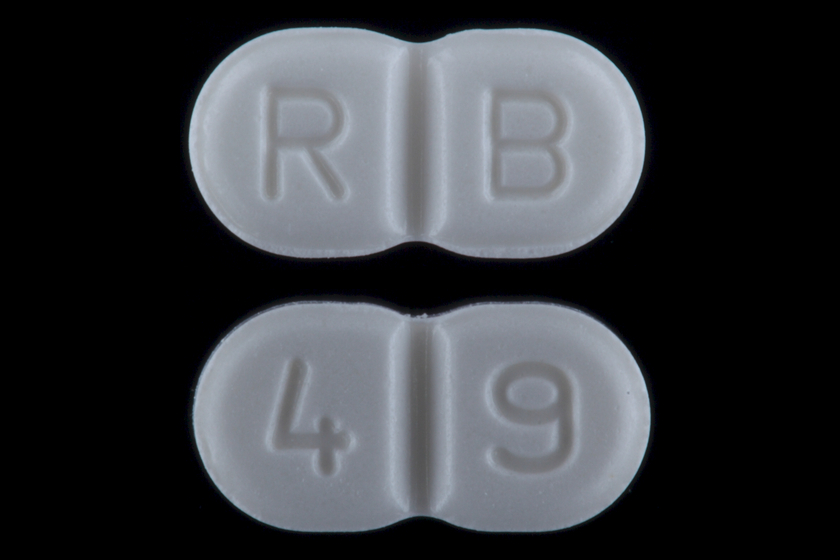
Două comprimate de glimepiridă, de 2 mg

Glimepirida este utilizată în tratamentul diabetului zaharat de tip 2 (non-insulino-dependent), la pacienții la care glicemia este insuficient controlată prin  regimul dietetic, exercițiul fizic și scăderea în greutate.

## Reacții adverse
Principalele efecte adverse asociate tratamentului cu glimepiridă sunt: greață, cefalee și amețeală.  Poate produce hipoglicemie, dar mai rar în comparație cu alte sulfoniluree.

## Mecanism de acțiune
Glimepirida se leagă selectiv de receptorii pentru sulfoniluree (SUR-1) aflați la suprafața celulelor beta pancreatice, ceea ce conduce la închiderea canalelor ionice de K+, cu scăderea efluxului de potasiu din celulă. Depolarizarea duce la deschiderea canalelor de Ca2+ voltaj-dependente și creșterea nivelelor intracelulare de calciu, ceea ce va duce la creșterea secreției celulare de insulină.